# ヨナタン・レストレポ
ヨナタン・レストレポ・バレンシア（Jhonatan Restrepo Valencia、1994年11月28日 - ）は、コロンビア、カルダス県出身の自転車競技（ロードレース）選手。

## 経歴
2013年からトラック競技で活躍。
2015年、チーム・カチューシャにてプロキャリアスタート。
2016年、ブエルタ・ア・エスパーニャ第8ステージにて、逃げグループから単独アタックを試み、結果としてチームメイトのセルゲイ・ラグティンのステージ優勝に貢献し、敢闘賞を獲得した。

## 主な戦績

### 2013年
- パンアメリカン選手権U23　2位（チームパーシュート）、3位（個人パーシュート）

### 2014年
- パンアメリカン選手権U23　優勝（チームパーシュート）、2位（マディソン）

### 2015年
- パンアメリカン選手権U23　優勝（ロードレース、チームパーシュート、個人パーシュート）、2位（マディソン）

### 2016年
- ブエルタ・ア・エスパーニャ　 敢闘賞（第8ステージ）

### 2017年
- ツアー・ダウンアンダー　ヤングライダー賞

### 2019年
- ブエルタ・ア・アラゴン（英語版） 山岳賞

### 2020年
- ブエルタ・アル・ターチラ（英語版） 区間優勝（第3、5ステージ）
- ツール・ドゥ・ルワンダ（英語版） 区間優勝（第3、5、6ステージ、第7ステージ・個人タイムトライアル）

### 2021年
- ツール・ドゥ・ルワンダ（英語版） 区間優勝（第7ステージ・個人タイムトライアル）
- ブックル・ドゥ・ラ・マイエンヌ 山岳賞

### 2022年
- ツール・ドゥ・ルワンダ（英語版） 区間優勝（第3ステージ）

### 2023年
- ジロ・デッラ・プロヴィンチャ・ディ・レッジョ・カラブリア 優勝

### 2024年
- ツアー・コロンビア（英語版） 区間優勝（第6ステージ）
- ツール・ドゥ・ルワンダ（英語版） 区間優勝（第3ステージ）